# Lijst van rijksmonumenten in Welsum
De plaats Welsum telt 12 inschrijvingen in het rijksmonumentenregister. Hieronder een overzicht.
| Object                                            | Oorspronkelijke functie?  | Bouwjaar                                                              | Architect | Locatie        | Coördinaten?                 | Nr.?   | Afbeelding            |
| ------------------------------------------------- | ------------------------- | --------------------------------------------------------------------- | --------- | -------------- | ---------------------------- | ------ | --------------------- |
| Veerhuisje                                        | Transport                 | 18e-19e eeuw                                                          |           | IJsseldijk 81  | 52° 20' 32" NB, 6° 5' 46" OL | 31448  | Meer afbeeldingen     |
| Houdt Braef Stant                                 | Industrie- en poldermolen | 1856                                                                  |           | IJsseldijk 65  | 52° 20' 15" NB, 6° 5' 34" OL | 31449  | Meer afbeeldingen     |
| Woonhuis                                          | Woonhuis                  |                                                                       |           | IJsseldijk 45  | 52° 19' 44" NB, 6° 5' 17" OL | 31443  | Meer afbeeldingen     |
| Nederlands Hervormde Kerk                         | Kerk en kerkonderdeel     | 1828                                                                  |           | Kerklaan 5     | 52° 20' 9" NB, 6° 5' 30" OL  | 31450  | Meer afbeeldingen     |
| Toren van de Nederlands Hervormde Kerk            | Kerk en kerkonderdeel     | ca. 1500                                                              |           | Kerklaan 5     | 52° 20' 9" NB, 6° 5' 29" OL  | 31451  | Meer afbeeldingen     |
| Boerderij 'De Ruwerd'                             | Boerderij                 | 1852                                                                  |           | IJsseldijk 5   | 52° 18' 26" NB, 6° 5' 25" OL | 31452  | Boerderij 'De Ruwerd' |
| Het Bovenste Tol / Tolhuis                        | Transport                 | 18e-19e eeuw                                                          |           | IJsseldijk 3   | 52° 18' 23" NB, 6° 5' 29" OL | 31453  | Meer afbeeldingen     |
| Boerderij-complex                                 | Boerderij                 | tweede helft 19e eeuw                                                 |           | IJsseldijk 63  | 52° 20' 13" NB, 6° 5' 37" OL | 46807  | Meer afbeeldingen     |
| Dubbel boerderij-complex                          | Boerderij                 | tweede helft 19e eeuw (boerderij) eind 19e/begin 20e eeuw (boerderij) |           | IJsseldijk 17  | 52° 18' 43" NB, 6° 5' 19" OL | 46808  | Meer afbeeldingen     |
| Welbergen Hofstede: boerderij + schuur + stookhok | Boerderij                 | 1852 (hoofdgebouw) 1860 (bijschuur)                                   |           | IJsseldijk 109 | 52° 20' 59" NB, 6° 5' 25" OL | 46809  | Meer afbeeldingen     |
| T-boerderij met middenlangsdeel                   | Boerderij                 | tweede helft 19e eeuw                                                 |           | IJsseldijk 83  | 52° 20' 34" NB, 6° 5' 47" OL | 46810  | Meer afbeeldingen     |
| Mediaan                                           | Boerderij                 | 1909                                                                  |           | IJsseldijk 49  | 52° 19' 58" NB, 6° 5' 24" OL | 508573 | Meer afbeeldingen     |